# كين ويلسون
كين ويلسون (بالإنجليزية: Ken Wilson)‏ هو معلق رياضي أمريكي، ولد في 1947 في ديترويت في الولايات المتحدة.